# Qoussai Emad el-Khawalda
Qoussai Emad el-Khawalda (Amán, 1994 - ibídem, 24 de noviembre de 2013) fue un futbolista profesional jordano que jugaba en la demarcación de lateral.

## Biografía
Qoussai Emad el-Khawalda fue un jugador de fútbol profesional que debutó en 2012 con el Al Faisaly jordano a los 18 años de edad. En su primer año en el club ganó la Primera División de Jordania, la Copa de Jordania, la Copa FA Shield de Jordania y la Supercopa de Jordania. Además llegó a competir en la Copa de la AFC en 2011, 2012 y 2013, llegando a las semifinales en esta última.
El 24 de noviembre de 2013 Qoussai Emad el-Khawalda se desplomó en el campo durante el primer tiempo del partido que jugaba con su equipo. Sus compañeros intentaron reanimarlo mientras llegaban los servicios médicos, que según el directivo del club, tardaron en llegar. Falleció en Amán a los 19 años de edad tras asfixiarse con su propia lengua.

## Clubes
| Club       | País     | Año         |
| ---------- | -------- | ----------- |
| Al Faisaly | Jordania | 2011 - 2013 |

## Palmarés
- Primera División de Jordania: 2012
- Copa de Jordania: 2012
- Copa FA Shield de Jordania (2): 2011 y 2012
- Superecopa de Jordania: 2012

## Participaciones en la AFC
- Copa de la AFC 2011: Dieciseisavos
- Copa de la AFC 2012: Fase de grupos
- Copa de la AFC 2013: Semifinales